# Skärgårdshavets biosfärområde
Skärgårdshavets biosfärområde inrättades år 1994 och består av Skärgårdshavets nationalpark och skärgårdsområden kring den. Skärgårdshavets biosfärområde representerar både ett område och ett verksamhetsprogram. Det geografiska området består av tusentals öar och skär i Åbolands skärgård. Biosfärområdet har blivit utsett av Unesco, FN:s organisation för utbildning, forskning och kultur, med anledning av den högt värdesatta naturen och den speciella kultur som utvecklats i skärgården, där människans liv redan länge har varit starkt sammanknutet med havet. Biosfärområdets skyddade kärnområde motsvarar de statsägda områdena som utgör nationalparken, men för övrigt består biosfärområdet av privatägda land- och vattenområden. Dess yta är 5400 km² varav 4580 km² är vatten. Inom biosfärområdet bor idag cirka 3800 personer av vilka ca 80% har svenska som modersmål.
Skärgårdshavets biosfärområde kan genom sin verksamhet stödja en ekonomisk balans och trivsam miljö på området genom en utveckling som värnar om det värdefulla kultur- och naturarvet. Såväl människans, som naturens roll är viktig för biosfärområdet. Biosfärområdet är också ett program med målsättningar att främja en hållbar utveckling, som bevarar den unika naturen och skärgårdssamhället, samtidigt som den sporrar till en utveckling som är anpassad till det framtida samhällets behov.
Närings-, trafik- och miljöcentralen i Egentliga Finlands enhet för miljö- och naturtillgångar ansvarar för biosfärområdet och via ett samarbetsavtal sköts koordineringen av verksamheten tillsammans med Pargas stad och Kimitoöns kommun. Verksamheten sköts av olika aktörer i regionen, bland dem Forststyrelsen, Åbo Akademi och Åbo universitet.

## Biosfärområdets tre funktioner inom Skärgårdshavet
- Bevarandefunktionen innebär att bevara skärgårdens mångfald av arter och naturtyper men även människans kultur och traditioner. De skyddade naturområdena som finns i Skärgårdshavets biosfärområde hör i regel till Skärgårdshavets nationalpark. Man strävar man till att bevara också övriga områdena som attraktiva livsmiljöer för skärgårdsbefolkningen och för rekreation.

- Utvecklingsfunktionen innebär att främja en utveckling av skärgårdssamhället som är ekologiskt, ekonomiskt och socialt hållbar. En viktig aspekt för skärgården är att skapa arbetsmöjligheter och ett attraktivt boende. Som exempel på verksamhet som stöder både ekologiska och ekonomiska värden är vården av kulturlandskap.

- Stödfunktionen innebär nätverk och verktyg för forskning, utbildning och upplysning som stödjer en hållbar utveckling av skärgårdssamhället. Det kan vara fråga om  produktion av informationsmaterial, mindre utredningsprojekt som utförs i samarbete med högskolorna eller ordnandet av seminarier.